# Um Homem
Um homem (no original em italiano, Un oumo - ISBN 88-17-15377-X) é um livro de Oriana Fallaci, escritora e jornalista italiana. Foi publicado em 1979.
O livro é dedicado ao seu companheiro Alexandros Panagoulis, herói da luta contra a ditadura dos coronéis na Grécia.